# 移山乡
移山乡，是中华人民共和国四川省南充市嘉陵区曾经下辖的一个乡。2019年10月，撤销移山乡，将其所属行政区域划归曲水镇管辖。

## 行政区划
移山乡撤销前下辖以下地区：
卯公寨村、鲤宝寺村、孙家寺村、赵村沟村、塔子山村、杜村沟村、索家沟村、青梁咀村、公子庙村、牛角湾村和水西沟村。